# Florian Fitz
Florian Fitz (ur. 16 listopada 1967 we Frankfurcie nad Menem) – niemiecki aktor teatralny, filmowy i telewizyjny.

## Wybrana filmografia

### Filmy fabularne
- 1991: Fremde, liebe Fremde (TV) jako Step
- 1995: Mojżesz (TV) jako mąż
- 1997: Pukając do nieba bram (Knockin’ on Heaven’s Door ) jako policjant w hotelu
- 2001: Herz jako Georg Kenter
- 2002: Equilibrium jako Gate Guard
- 2005: Leila i Nick (Barfuss) jako urzędnik
- 2009: Barbara Wood - Karibisches Geheimnis (TV) jako Peter Morricone

### Seriale TV
- 1999: Rosamunde Pilcher jako David Douglas
- 2000: Wzywam doktora Brucknera (OP ruft Dr. Bruckner - Die besten Ärzte Deutschlands) jako Heiko Schumacher
- 2006: Telefon 110 jako Guido Schmidt
- 2008: Jednostka specjalna „Dunaj” jako dr Max Laudon
- 2007: Elvis und der Kommissar jako Werner Seibold
- 2009: Rosamunde Pilcher jako Adrian Shaw
- 2009: Komisarz Rex jako Carlo Colombo
- 2011: Kobra – oddział specjalny - Martwy brat (Das Zweite Leben) jako Markus Schäffer
- 2015: X Company jako major Jonas Kiefer
- 2016: Rosamunde Pilcher jako Henry Lane
- 2016: Jednostka specjalna „Dunaj” jako Philip Renard
- 2016: Kobra – oddział specjalny - Treibjagd jako szef SEK Marc Jacobi